# 막자사발과 막자

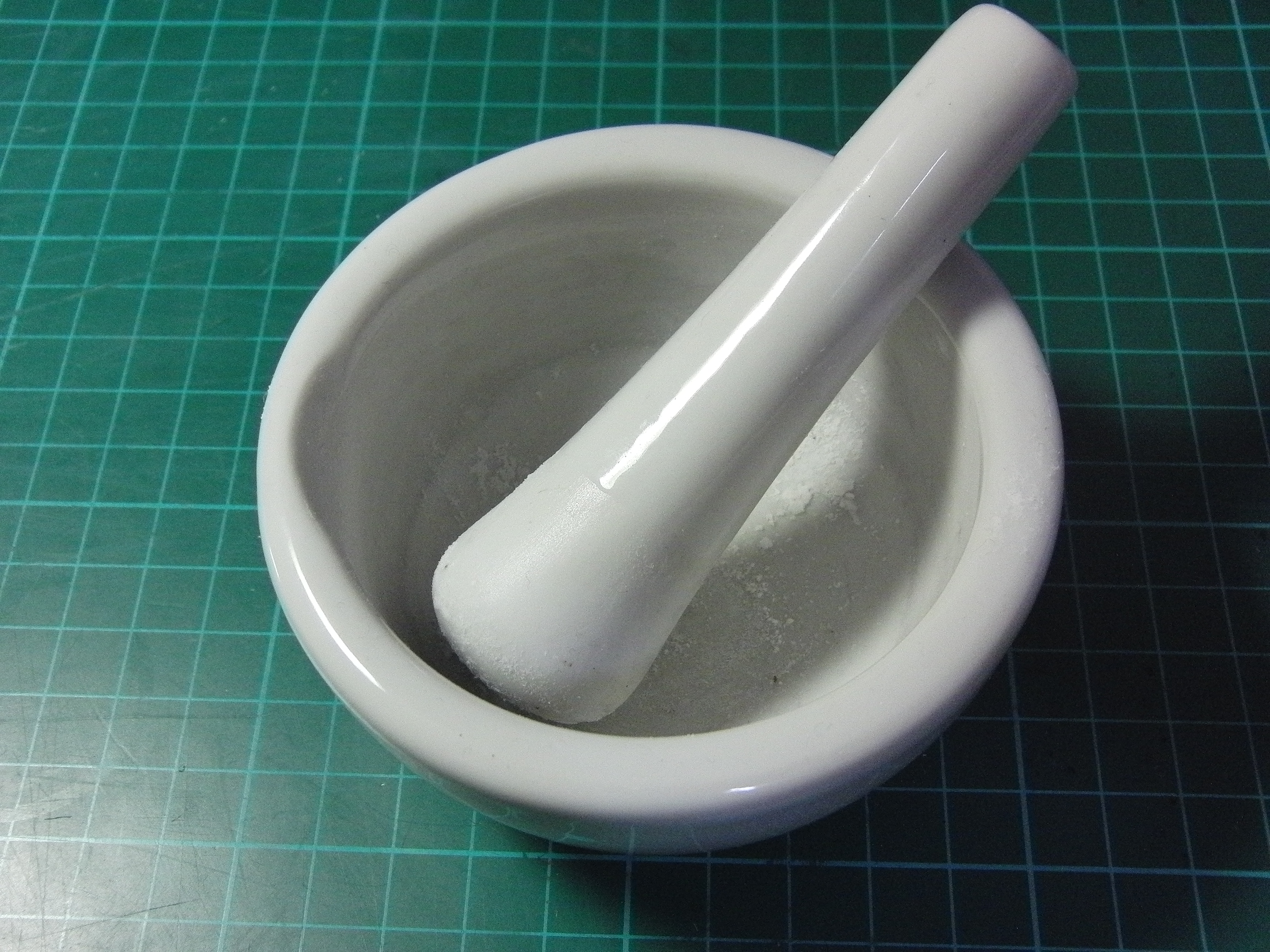
막자와 막자사발

막자사발과 막자는 실험실에서 쓰는 약을 빻거나 갈아 가루로 만드는 데 쓰는 도구다. 덩어리로 된 약을 막자사발에 넣고 막대 모양의 막자로 눌러서 간다. 사기나 유리재질로 되어 있다.
유발(乳鉢)이라고 부르기도 한다.

## 같이 보기
- 절구
- 멧돌